# Bahrain World Trade Center
El Bahrain World Trade Center, que consiste en dos torres gemelas, es uno de los edificios más altos de Baréin. Está ubicado en su ciudad capital, Manama. Las torres tienen (cada una) 240 metros de altura y 73 pisos en total. El edificio es el primero en integrar aerogeneradores en su diseño. Por tal razón, el proyecto ha recibido varios premios por sostenibilidad, incluyendo el 2006 LEAF Awards por ‘Mejor Uso de la Tecnología en un Gran Planeamiento’ y premio de ‘Diseño Sostenible’ del Mundo Árabe de la Construcción’.
El Bahrain World Trade Center es el primer rascacielos en integrar aerogeneradores en su diseño. Tres puentes en la mitad de abajo y entre ambas torres conectan cada uno a tres grandes turbinas a los edificios, midiendo el conjunto puente-turbina 29 metros de diámetro. Están orientadas hacia el norte, puesto que en esta dirección el viento del Golfo Pérsico es más fuerte. La forma de vela a los lados de cada edificio está diseñada para actuar como un embudo de viento en el centro de las torres a fin de provocar que la máxima cantidad de viento circule por ahí.
Las pruebas de túnel de viento a las que sometieron el sistema demostraron que los edificios crean una corriente en forma de "S", asegurando que cualquier viento llegue en un ángulo de 45° a cada lado del eje central, lo que crea un flujo de viento que sigue siendo perpendicular a las turbinas. Esto incrementa significativamente su potencial para generar electricidad. Se espera que las turbinas provean a las torres del 11% al 15% de su consumo total de energía, o, alrededor de 1,1 a 1,3 GWh por año (equivale a iluminar cerca de 300 hogares anualmente). Las turbinas fueron encendidas juntas por primera vez el 8 de abril de 2008. Se espera que operen el 50% de las veces.